# Islas Marietas
Islas Marietas eller Islas Tres Marietas är en ögrupp tillhörande kommunen Bahía de Banderas i delstaten Nayarit, Mexiko. Ögruppen består i huvudsak av två större öar, Isla Largo och Isla Redonda som båda utgör 0,34 kvadratkilometer vardera. Öarna ligger bara några få sjömil väster om mexikanska kusten vid Punta de Mita, Nayarit och mycket nära Puerto Vallarta, Jalisco.
Mexikanska regeringen har skyddat öarna från jakt och fiske, vilket gett öarna en rik fauna och gjorde öarna till ett populärt turistmål. De blev nationalpark 2004. År 2016 blev det tillträdesförbud för allmänheten av naturskyddsskäl.
Öarna har nummer 1182-011bis (år 2007) på UNESCOs lista. Ej att förväxla med Islas Marías som har nummer 1182-008 (år 2005).